# 伊春西站
伊春西站位于中华人民共和国黑龙江省伊春市乌翠区，是建设中哈伊高速铁路的终点站，车站规模为2台4线，预计2026年10月随哈伊高铁开通而投入使用，投用后将成为中国最北端的高铁站。

## 历史
2022年8月24日，在伊春市乌翠区新伊春站站房施工现场，随着首根桩基顺利开钻，标志着伊春西站正式开工建设。
2023年4月13日，新建站房进入主体结构施工阶段。同年9月27日，新建伊春西站成功封顶。
2024年10月25日，伊春西站外立面工程完成施工。

## 车站结构

### 站房
伊春西站建筑风格以“林海雪原，松韵龙腾”为主题，屋顶的设计模仿水流波动形态，寓意松花江、黑龙江两大水系对伊春的滋养，呼应周边群山起伏的曲线，大气舒展，彰显其优美与气势，高起的尖角象征地方经济蓬勃发展、振翅腾飞；外立面以雪花白和红松原木色为主色调，采用白色渐变的横向线条，配以38根倾斜外挑的树状弧形柱，凸显当地红松林海挺拔茂密的自然之美，适应当地寒冷气候，营造万里雪飘的北国意境。车站内部装饰融入当地各类元素，结合镂空雕刻、木纹转印等工艺，深度展现伊春特色文化。
车站由中铁建设集团承建，为线侧下式站房，总建筑面积约2万平方米，为全线最大站房，可同时容纳1500人候车，采用“三段式”平面布置形式，中部为进站口和候车厅，右侧为售票区，左侧为出站厅。站房使用装配式混凝土雨棚，在提升施工效率的同时，最大程度减少气候对工程进度的影响，联合哈尔滨工业大学凌贤长教授团队在全线站房建设过程中，开展国内首个防冻害矿物基类胶凝材料新技术课题研究，积累工程经验。在外立面建设过程中，施工方采用3D扫描和BIM建模技术安装弧形柱，提升工程效率。

### 站场
伊春西站总规模为2台4线，侧式站台和岛式站台各1座，预留1台1线；本站还设有存车场和综合维修车间各1处，并预留鹤岗方向的接入条件。
| 南↑ |      |                                                                         |  |
| 4道 | 3    | 高速场 到发线                                                           |  |
|     | 岛式 |                                                                         |  |
| Ⅱ道 | 2    | （终点站）高速场 哈伊高速线 到发线、上行正线 往哈尔滨站方向（日月峡站） |  |
| Ⅰ道 | 无   | （终点站）高速场 哈伊高速线 下行正线 （日月峡站）                       |  |
| 3道 | 1    | 高速场 到发线                                                           |  |
|     | 侧式 |                                                                         |  |
| 北↓ | 站房 |                                                                         |  |